# Шинкансен
Шинкансен (на японски: 新幹線, „Нова главна линия“) е японската система от високоскоростни влакове, или „влак-стрела“.
Първата отсечка между Токио и Осака е открита през 1964 г. и има 2388 km линии.

## История
Япония още преди Втората световна война е страна с добре развита железопътна мрежа. Тя също така е и страна с изключително планински релеф. Поради него голяма част от линиите на острова са теснолинейни (1067 mm), които не са подходящи за високи скорости. В същото време Япония има по-голяма нужда от високоскоростни влакове, отколкото страните, в които се използват предимно линии с нормална ширина. Основната нужда се проявява по крайбрежието между Токио и Осака. През 50-те години по този маршрут вече има редовни самолетни полети, в напреднал стадий е проектирането на модерна магистрала. Двойната железопътна линия междувременно е достигнала пълния си капацитет. Плановете за високоскоростни влакове (започнати още през 30-те и прибрани през войната) отново са на дневен ред. През 1958 комисия изследва възможностите (ново удвояване на съществуващата двойна теснолинейна линия, строеж на нова теснолинейна или стандартна линия). Накрая се взима решение за строеж на Шинкансен. Думата вече е била избрана за проект от 1940 г. за линия със стандартна ширина между Токио и Шимоносеки.
Строителството по линията започва през 1959 г. и си поставя за цел да намали времето за пътуване между Токио и Осака на 3 часа (през 1960 г. Limited Express „Kodama“ е пътувал за 6 часа и 30 минути). Техническите параметри са:
- минимален радиус на завоя 2500 m
- максимален наклон – 1/50
- максимална скорост по линията – 210 km/h (– 270 km/h)

Линията Tokaido Shinkansen е открита на 1 октомври 1964 година за Олимпийските игри в Токио. За първи път в света се постигат скорости от над 200 km/h при запазване на високо ниво на сигурност и комфорт. С един замах японската железопътна мрежа става център на внимание и вдъхновение по целия свят.
През 1965 година Хикари (друг високоскоростен влак) започва редовни курсове по 515-те километра между Токио и Осака за 3 часа и 10 минути. В началото се използват два влака – един Хикари и един Кодама (версията на Shinkansen с повече спирания). Почти веднага търсенето надвишава техните възможности и построената основно със заеми линия става печеливша.
След успеха на Tokaido Shinkansen започва строежът на Sanyo Shinkansen. Той трябва да удължи линията Токио-Осака до Фукуока на остров Кюшю до 1975 г. Планираната максимална скорост е увеличена на 260 km/h. и поради това характеристиките на линията са още по-строги:
- минимален радиус на завоя 4000 m,
- максимален наклон 1/67.

Поради това се налага линията да минава през голям брой тунели, като най-дългият е нов тунел между Хоншу и Кюшу. Линията достига Окаяма през 1972 и Хаката (Фукуока) на 10 март 1975 г.
Голямото обществено желание за строеж на Шинкансен на национално ниво води и до приемане на специален закон през 1970 г. Tohoku Shinkansen до Мориока и Joetsu Shinkansen до Ниигата (открити през 1982 г.) са построени по него. Въпреки това, линиите през по-слабо населени райони са по-малко печеливши и по-нататъшното развитие на линиите се забавя. Няколко големи тунела, построени през 1970 година (най-вече Сейкан между Хоншю и Хокайдо) имат само теснолинейни линии. Освен това Japan National Railways все повече задлъжнява, което води до приватизацията ѝ през 1987 година и разделянето ѝ на 11 отделни компании. Управлението на високоскоростните линии се поема от тях.

## Линии
Линиите на Шинкансен са отделни, като по тях се движат различни типове влакове, които използват и различни мотриси. Една от причините за това е историческа, другата е различната собственост на линиите след приватизацията на японските железници.
| Линия                        | Между                   | Дължина | Компания   | Влак                                                     |
| ---------------------------- | ----------------------- | ------- | ---------- | -------------------------------------------------------- |
| Tōkaidō Shinkansen           | Tōkyō – Shin-Ōsaka      | 515 km  | JR Central | Nozomi, Hikari, Kodama                                   |
| Sanyō Shinkansen             | Shin-Ōsaka – Hakata     | 554 km  | JR West    | Nozomi, Hikari, Hikari Rail Star, Kodama, Mizuho, Sakura |
| Tōhoku Shinkansen            | Tōkyō – Shin-Aomori     | 675 km  | JR East    | Hayabusa, Hayate, Yamabiko, Nasuno                       |
| Jōetsu Shinkansen            | Ōmiya – Niigata         | 270 km  | JR East    | Toki, Tanigawa                                           |
| Hokuriku (Nagano) Shinkansen | Takasaki – Nagano       | 117 km  | JR East    | Asama                                                    |
| Kyūshū Shinkansen            | Hakata – Kagoshima-Chūō | 257 km  | JR Kyūshū  | Mizuho, Sakura, Tsubame                                  |

| Линия               | Между              | Дължина | Компания | Влак    |
| ------------------- | ------------------ | ------- | -------- | ------- |
| Yamagata Shinkansen | Fukushima – Shinjō | 149 km  | JR East  | Tsubasa |
| Akita Shinkansen    | Morioka – Akita    | 127 km  | JR East  | Komachi |